# Nouria Mérah-Benida
Nouria Mérah-Benida (arabisch نورية مراح بنيدة, DMG Nūrīya Marāḥ Banīda; * 19. Oktober 1970 in Algier) ist eine algerische Mittelstreckenläuferin und Olympiasiegerin.
Mérah-Benida erreichte bei den Panafrikanischen Spielen 1999 in Johannesburg jeweils die Silbermedaille im 800- und im 1500-Meter-Lauf.
Bei den Olympischen Spielen 2000 in Sydney gewann sie die Goldmedaille über 1500 Meter vor den beiden Rumäninnen Violeta Szekely und Gabriela Szabo.
2006 holte sie bei den Afrikameisterschaften Gold über 1500 und Bronze über 800 Meter.

## Persönliche Bestzeiten
- 400 m: 54,1 s
- 800 m: 1:59,49 min
- 1000 m: 2:34,60 min
- 1500 m: 3:59,12 min
- 3000 m: 9:01,20 min